# 石板镇 (绵阳市)
石板镇，是中华人民共和国四川省绵阳市游仙区曾经下辖的一个镇。2019年12月，撤销石板镇、观太镇和刘家镇，设立信义镇，以原石板镇、原观太镇和原刘家镇所属行政区域为信义镇的行政区域

## 行政区划
石板镇撤销前下辖以下地区：
石板镇社区、广济村、杆柏村、铧厂村、园坝村、柏垭村、白马村、乐安村、红光村、大垭村、柳树村、联合村、观音村、华胜村、森柏村和陡坡村。